# Ernest I de Saxònia-Altenburg
Ernest I de Saxònia-Altenburg (Hildburghausen, Turíngia, 1826 - Altenburg 1908). Duc de Saxònia-Altenburg des de 1853 fins a 1908.
Nascut a la ciutat de Hildburghausen el dia 16 de setembre de 1826, fill del duc Jordi I de Saxònia-Altenburg i de la duquessa Maria de Mecklenburg-Schwerin. Ernest era net per via paterna del duc Frederic I de Saxònia-Altenburg i de la duquessa Carlota de Mecklenburg-Strelitz; mentre que per via manterna ho era del gran duc hereu Frederic Lluís de Mecklenburg-Schwerin i de la gran duquessa Helena de Rússia.
El dia 28 d'abril de 1853 contragué matrimoni a Dessau amb la princesa Agnès d'Anhalt, filla del duc Leopold IV d'Anhalt i de la princesa Frederica de Prússia. La parella tingué dos fills:
- SA la princesa Maria Frederica de Saxònia-Altenburg, nada a Eisenberg el 1854 i morta a Camenz el 1898. Es casà a Berlín el 1873 amb el príncep Albert de Prússia.

- SA el príncep Jordi de Saxònia-Altenburg, nat a Altenburg el 1856 i mort a Altenburg vint-i-nou dies després.

Ernest I governà durant cinquanta-tres anys el ducat de Saxònia-Altenburg essent durant el seu regnat el període en el qual es portà a terme la unificació alemanya de 1871. A la seva mort, sense descendència, el succeí al tron ducal el duc Ernest II de Saxònia-Altenburg, fill del seu germà el príncep Maurici de Saxònia-Altenburg.